# ライマン・アルファ輝線天体
ライマンα輝線天体（ライマン・アルファきせんてんたい、英: Lyman alpha Blob、LABs ）、またはライマンαエミッター(英: Lyman alpha emitter、LAEs)は狭帯域フィルターを使ってライマンαの輝線を捉える方法により同定された高赤方偏移天体。
ライマンブレーク銀河と重複する銀河も含まれている。

## 参照
1. ↑  Lyman-Alpha Blobs are Some of the Largest Individual Objects in the Observable Universe - SciTechDaily